# Вулиця Героїв УПА (Бровари)
Ву́лиця Геро́їв УПА́ —  вулиця міста Бровари, Київська область.

## Опис
Вулиця проходить на межі багатоквартирної забудови та приватного сектора району Масив. Має протяжність 870 м. З непарного боку вулиці розташована переважно 2-9-поверхова багатоквартирна забудова, а також декілька садиб. З парного боку забудова винятково садибна.
Починається на перехресті з вулицею Героїв України, закінчується на перехресті з вулицею Чорних Запорожців. З непарного боку безпосередньо або через безіменні проїзди прилучаються вулиці Ірини Цвілої, Львівська, Волноваська, Центральної Ради, Чернігівська та Володимира Савченка. З непарного боку прилучається вулиця Холодноярська.

## Історія
15 серпня 1957 року вулиці, як новій, надали назву Польова. 18 серпня 1987 року перейменували на вулицю Кирпоноса — на честь більшовицького діяча Михайла Кирпоноса. 25 грудня 2015 року перейменували на вулицю Героїв УПА — на честь Української повстанської армії.

## Цікаві факти
- Після перейменування вулиці в 1987 році у Броварах з'явилась інша вулиця під назвою Польова.

## Галерея

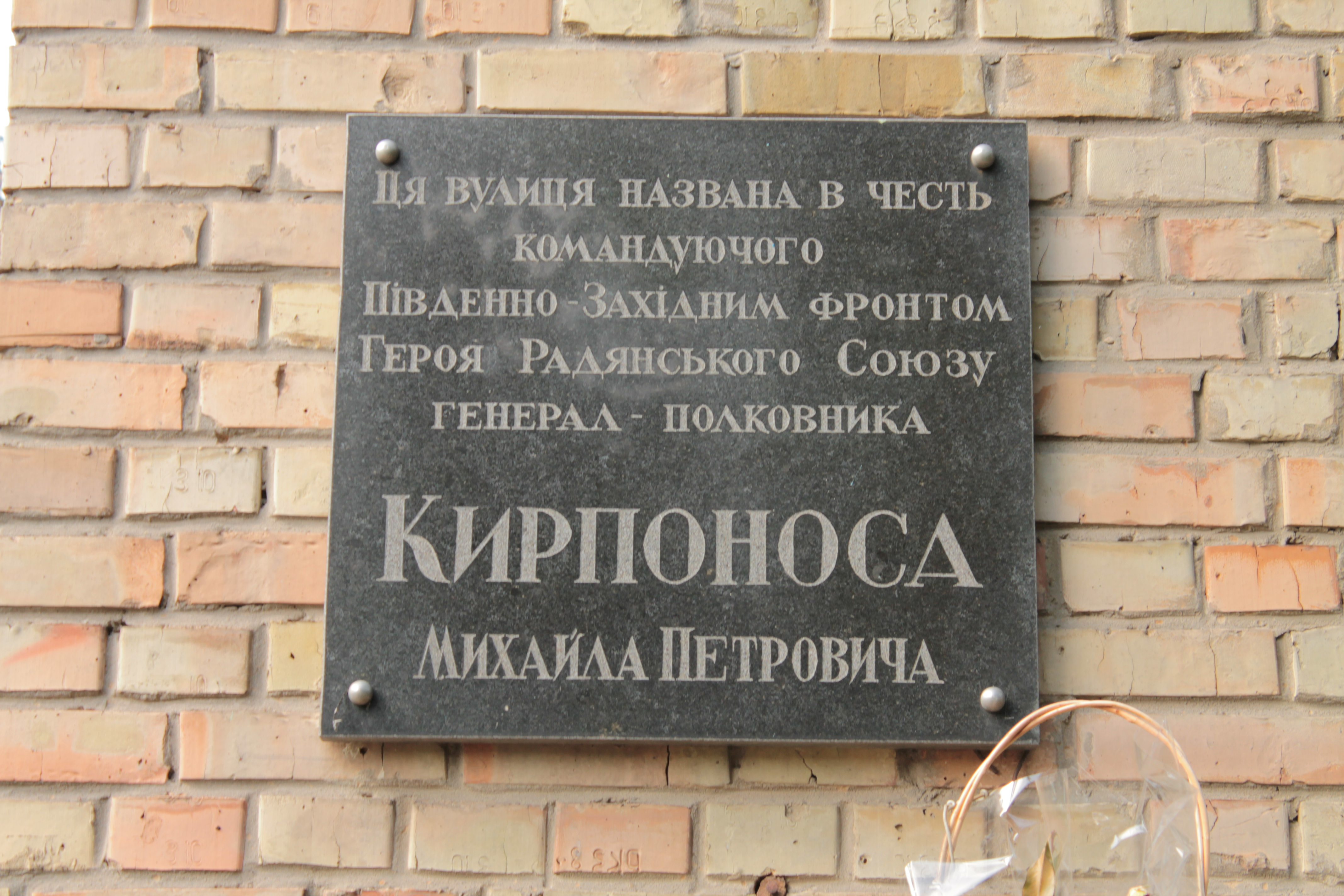
Меморіальна табличка про колишню назву вулиці — Кирпоноса
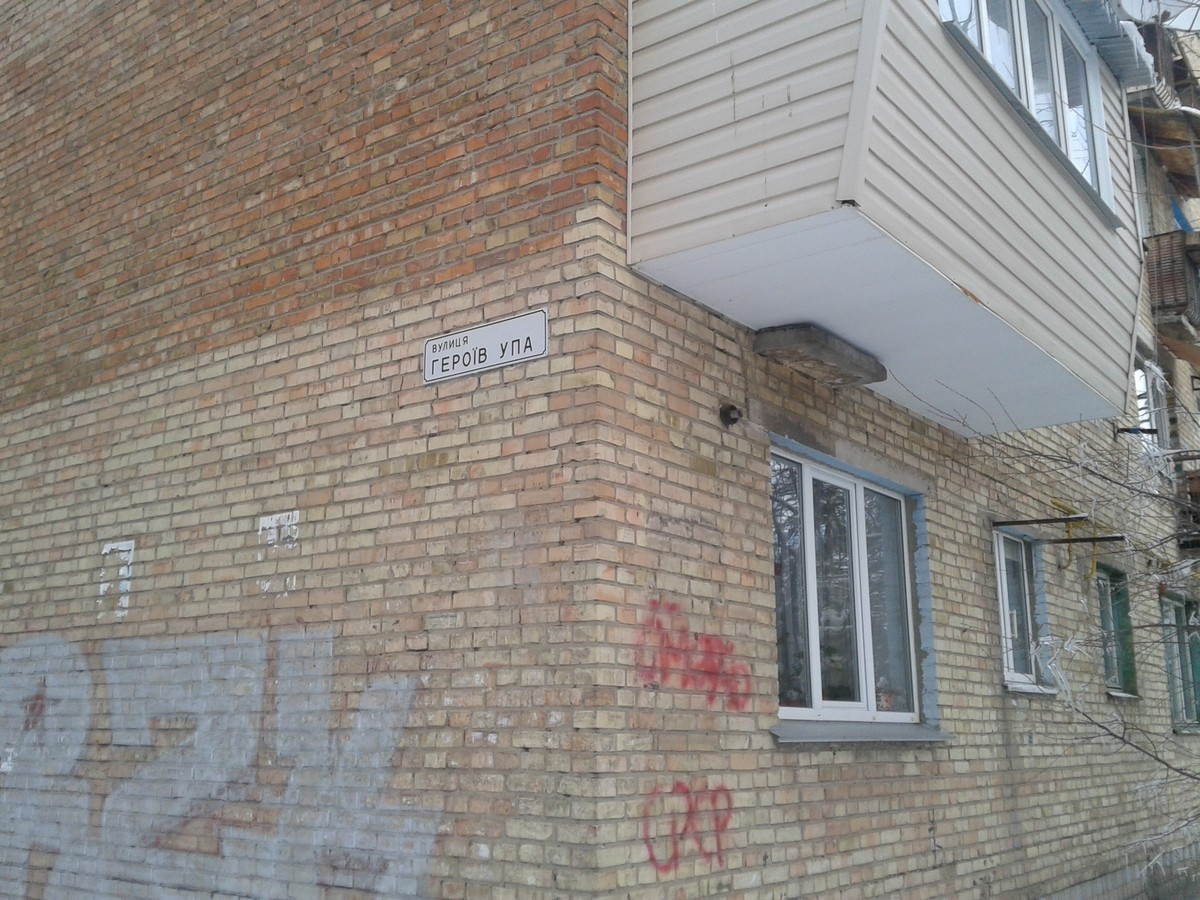
Нова адресна табличка вулиця Героїв УПА (2016)